# کریستوفر رور
کریستوفر رور (آلمانی: Christopher Rühr؛ زادهٔ ۱۹ دسامبر ۱۹۹۳) بازیکن هاکی روی چمن اهل آلمان است.